# Тоні Мео
То́ні Ме́о (англ. Tony Meo; нар. 4 жовтня 1959, Лондон) — англійський колишній професіональний гравець у снукер. Разом зі Стівом Девісом виграв 4 титули чемпіона в парному розряді. Закінчив виступати в 1997 році.

## Біографія
Тоні Мео народився в італійській родині. У 13 років він вирішив залишитися в Лондоні, відмовившись повертатися до Італії зі своєю сім'єю.
 Тоні навчався в одній школі з Джиммі Вайтом, і хоча був на три роки старший, вони стали хорошими друзями і проводили більше часу в місцевому снукерного клубі, ніж у школі.

## Кар'єра
У 17 років Тоні став наймолодшим гравцем, який зробив 147, а рік по тому йому вдалося обіграти професіонала, Дуга Маунтджоя, на турнірі Уорнерс Pro-Am. Він також переміг Джиммі Вайта на юніорському турнірі Понтінс і в 1978 році став чемпіоном у віковій категорії до 19 років. Ще перебуваючи у сані аматора він поїхав на Canadian Open, де в півфіналі здолав не кого-небудь, а самого Алекса Гіггінса, поступившись у фіналі Кліффу Торбурну, 15:17. У 1979 році Мео став професіоналом.
У 1980 році на чемпіонаті світу Тоні Мео у впертій боротьбі в першому раунді програв Алексу Хіггінсу, 9:10.На наступний рік Тоні просунувся на коло далі, потім став фіналістом English Professional (переможцем став Стів Девіс), потім переміг на Australian Masters і вийшов до півфіналу чемпіонату Великої Британії та Benson & Hedges Masters. У 1982 році його справами зайнявся менеджер Стіва Девіса, Баррі Хірн, створивши непереможну пару Девіс — Мео, яка вигравала World Doubles Championship чотири рази за п'ять років.
Тоні все так само намагався завоювати титул в індивідуальних змаганнях, і це у нього практично вийшло в 1984 році на Lada Classic. У фіналі проти Стіва Девіса справа дійшла до вирішального фрейму за рахунку 8:8, і Тоні для перемоги були необхідні лише кілька останніх кольорових. Але прямо під час його удару хтось закричав: «Вперед, Тоні!». Він промахнувся. Стів виграв фрейм і матч і під час свого післяматчевого інтерв'ю зажадав заборони на алкоголь для вболівальників. У 1986 і 1987 роках Мео двічі виграв чемпіонат Англії серед професіоналів та ще один Australian Masters. Його найкращий виступ на чемпіонаті світу — чвертьфінал 1983 року. Через три роки він випав з топ-16, до кінця сезону 1987/1988 змістився на 31-ше місце в рейтингу.
У 1988 році під час матчу Matchroom League зі Стівеном Гендрі Тоні зробив свій єдиний максимальний брейк за професійну кар'єру. На той момент це був лише сьомий зареєстрований максимум і п'ятий, зроблений в умовах офіційного турніру.
 Далі його справи складалися не найкращим чином, і він починав турнір British Open 1989 аутсайдером, на якого ставили 200 до 1. Він вибив висхідну зірку, Стівена Хендрі, також йому вдалося уникнути зустрічей з іншими іменитими снукеристами. Перемога Мео над Діном Рейнолдсом у фіналі, 13:6, — перша і єдина на рейтинговому турнірі.
На чемпіонаті світу 1989 він продемонстрував свою найкращий виступ у кар'єрі, діставшись до півфіналу. Це повернуло його в топ-16, але не стало початком відродження. Через два роки він вибув з топ-32. З сезону 1997/1998 планувалося скорочення мейн-туру до 96 осіб, і Тоні, до того часу вже знаходиться на 160-му місці, вирішив, що не братиме участі в челендж-турі. Його кар'єра завершилася. У 1986 році в компанії Стіва Девіса, Террі Гріффітса, Денніса Тейлора, Віллі Торна, а також промоутера, Баррі Хірна, взяв участь у створенні кліпу «Snooker Loopy», жартівливій пісеньці про снукер, з групою Chas & Dave.
- Відео «Snooker Loopy»

## Досягнення

### Рейтингові турніри
- British Open — 1989

### Інші турніри
- World Doubles Championship, переможець — 1982, 1983, 1985, 1986 (зі Стівом Девісом)
- English Professional Championship, переможець — 1986, 1987
- Australian Masters, переможець — 1981, 1985
- World Cup, переможець — 1983 (з командою Англії)